# Château de Méridon
Le château de Méridon est situé dans la commune de Chevreuse dans laquelle se trouve également le château de la Madeleine. Le château de Méridon est situé de l'autre côté de la vallée de Chevreuse, à proximité du château de Breteuil, situé dans la commune de Choisel.

## Historique
Changement de propriétaires :
Au XIIIe siècle, Archambault reçoit le fief de Méridon de Pierre de Chevreuse.
En 1464, c’est Jean Langlois qui prend la suite du fief mais le manoir est déclaré en ruine, conséquence de la Guerre de Cent Ans.
En 1601, sous Jean de Péricard, c’est la première fois que le qualificatif de château est donné à l’hôtel de Méridon ; 
En 1650, c’est Guillaume Dugué de Bagnols qui rachète le domaine de Méridon jusqu’à la fin du XVIIIe siècle. Le château n’est ensuite que ruines.
Monsieur Marquès di Braga, directeur du Crédit Foncier, acquiert les terres et fait construire jusqu’en 1883, à l’emplacement de l’ancien château, l’actuel château de style néo-renaissance.
En 1908, le domaine est racheté par le marquis de Breteuil qui le convertira en château de chasse à courre.
Il louera Méridon à des Américains, notamment à Madame Sullivan qui en fera l’une des plus belles demeures de la région.
Après la Seconde Guerre mondiale, le domaine a été loué à partir de 1946 par une association néerlandaise, pour y installer un Centre d'éducation permanente. La vocation initiale du centre était de former des agriculteurs néerlandais qui désiraient immigrer en France.
L'association dite « le centre Culturel Franco-Néerlandais » a acheté la propriété en 1958 et y a organisé des stages à caractère éducatif et culturel jusqu'en 2013 quand elle a vendu la propriété à une famille bretonne. Depuis 2013, le château de Méridon est redevenu une propriété privée exploitée en événementiel, qui accueille des mariages, des séminaires et soirées d'entreprises. Le château a été revendu à une famille parisienne en 2022. 

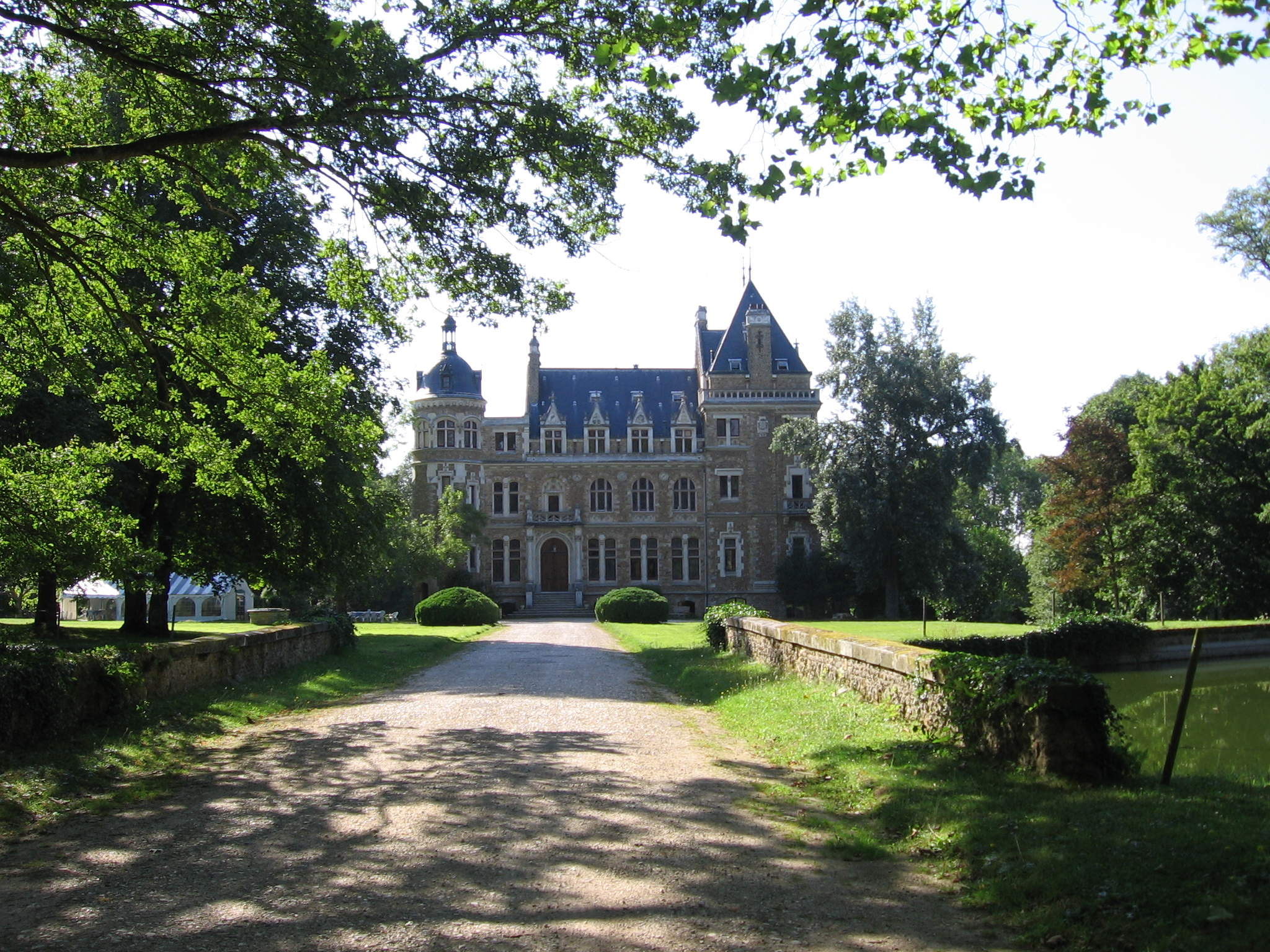
Vue extérieure du château de Méridon à Chevreuse - Juillet 2005.
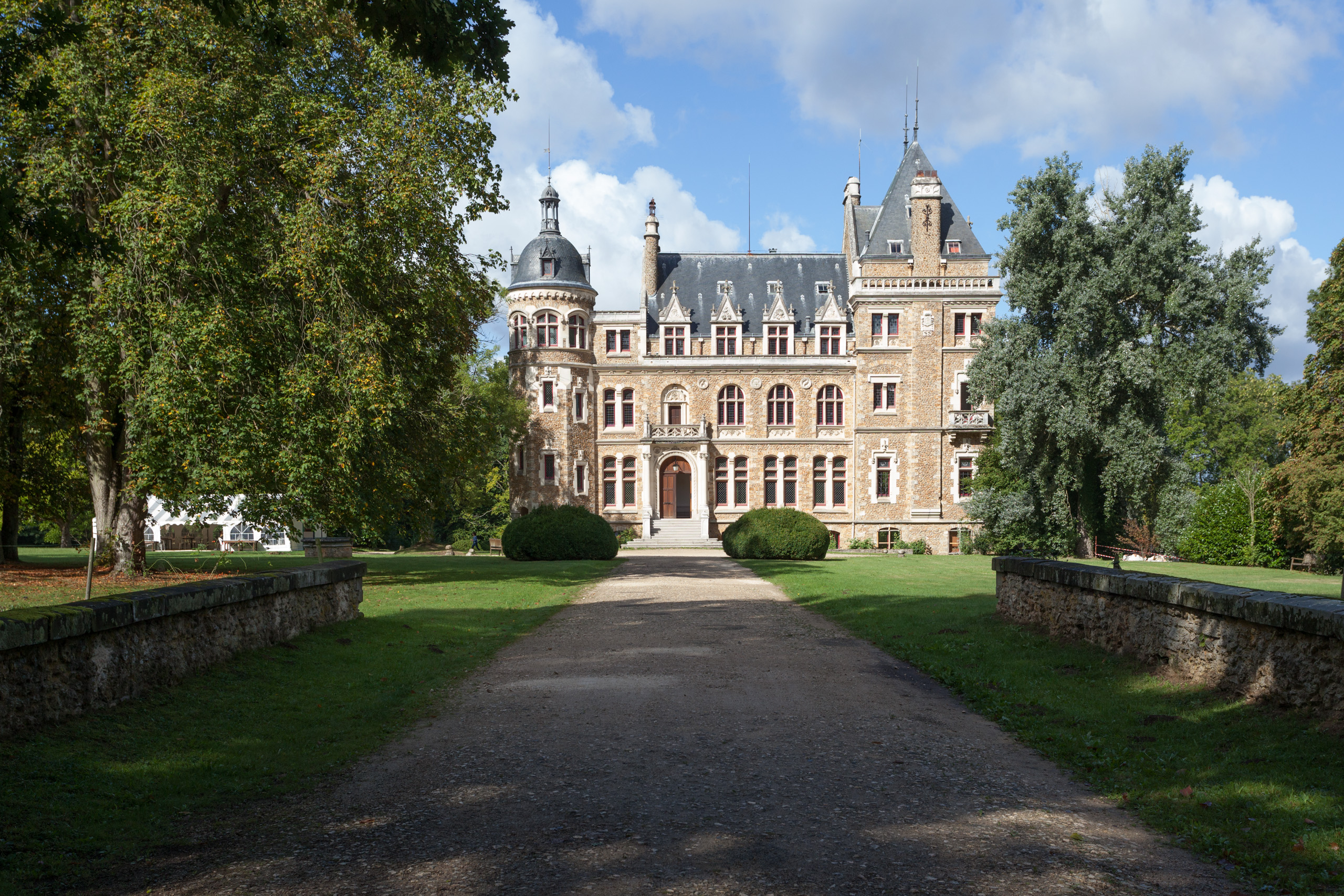
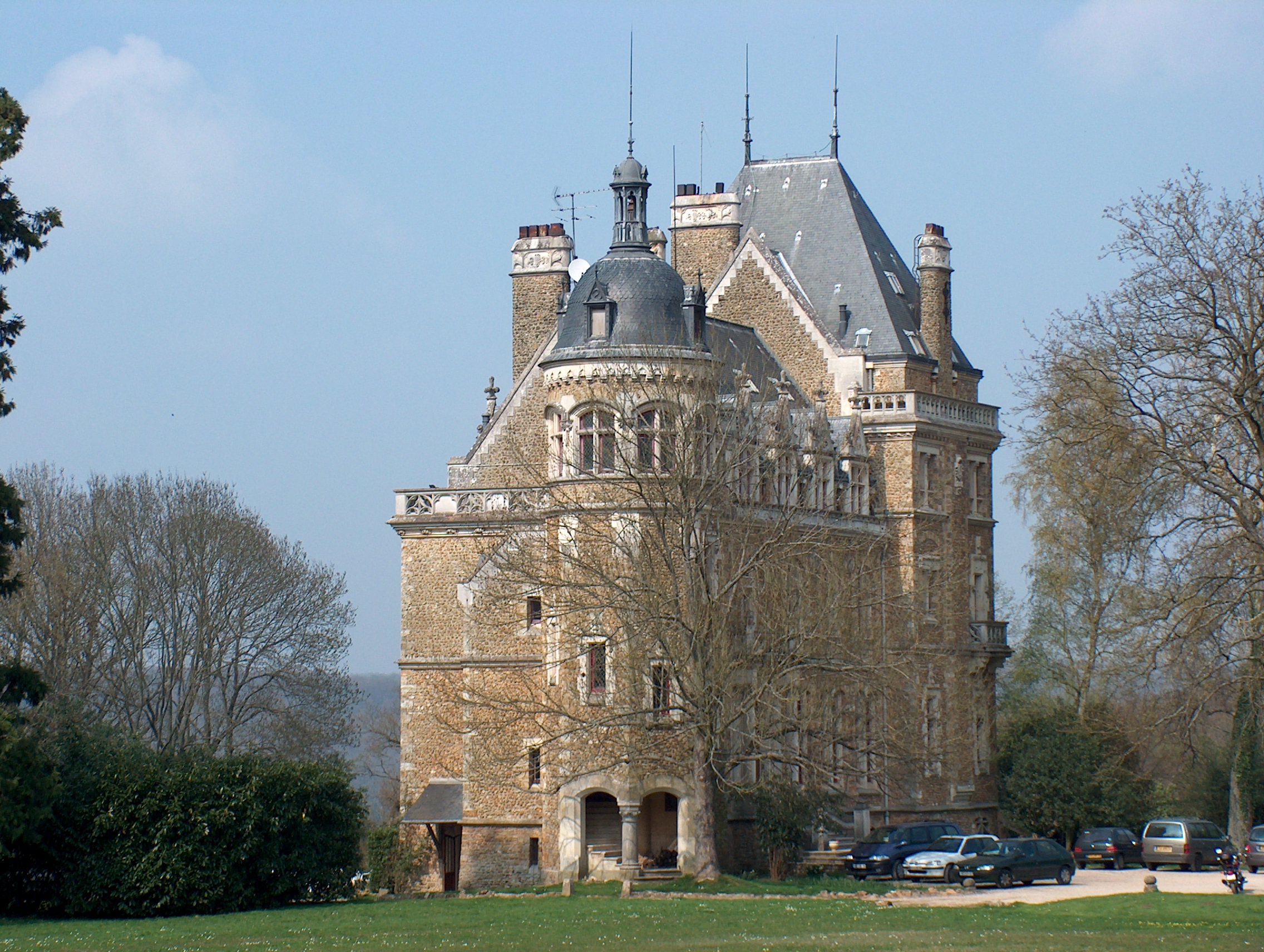

## Cinéma et télévision
Le château a servi de lieu de tournage pour plusieurs films et la télévision, notamment :
- 1948 : Clochemerle de Pierre Chenal
- 2017 : Embrasse-moi ! d'Océane-Rose-Marie et Cyprien Vial
- 2018 : Affaire conclue émission de télévision de Sébastien Pestel[1]
- 2019 : J'irai où tu iras de Géraldine Nakache
- 2021 : Superhéros Malgré Lui de Philippe Lacheau
- 2023: 10 jours encore sans maman de Ludovic Bernard
- 2024 : Le Comte de Monte-Cristo de Mathieu Delaporte, Alexandre De La Patelière